# Himalanchonus erirrhinoides
Himalanchonus erirrhinoides – gatunek chrząszcza z rodziny ryjkowcowatych i podrodziny Molytinae.
Gatunek ten opisany został w 1987 roku przez Władimira W. Żerichina na podstawie pojedynczego samca odłowionego w 1980 roku.
Chrząszcz o ciele długości 4 mm, ogólnie bardzo podobny do H. thoracicus, jednak ma mniej błyszczącą głowę z nieco bardziej walcowatym, nie przypłaszczonym bocznie ryjkiem. Długość pokryw wynosi 1,5 ich szerokości. Rzędy punktów silniej wgłębione niż u H. thoracicus, opatrzone położonymi szczecinami tej samej długości co na silniej wyniesionych międzyrzędach, gdzie szczecinki są jednak półwzniesione. Długie szczeciny obecne na spodzie siała.
Ryjkowiec znany tylko z lasu liściastego w nepalskim dystrykcie Mustang, położonego na wysokości około 2450–2600 m n.p.m.